# Пик Лайла
Пик Лайла (урду لیلی چوٹی‎, з.-пандж. لیلی چوٹی) — гора, расположенная в горной системе Каракорум (Гималаи, Пакистан) к востоку от ледника Чукдузера (англ. Chundugero glacier) и на запад от ледника Чоголиза (англ. Chogolisa Glacier) и относится к Машербрумскому горному массиву, находясь к югу от стыка гор Машербрум и Чоголиза. На советских топографических картах высота пика указана в 6141 метр.

## История
Первое восхождение на пик Лайла совершили в 1987 году британские альпинисты Саймон Йейтс, Шон Смит и Марк Миллер, которые проводили его без согласования с властями Пакистана. В 1996 году итальянские альпинисты Фабио Яккини и Паоло Кавагнетто совершили восхождение, согласованное с властями Пакистана, что послужило тому, что они значатся в первой официальной записи о восхождении на вершину.
28 июля 2025 года в результате камнепада на горе на высоте примерно 5700 м погибла двукратная олимпийская чемпионка по биатлону немка Лаура Дальмайер. Её напарница Марина Краусс позвонила в службу спасения и какое-то время оставалась рядом с Лаурой. Прервав свои восхождения, в их сторону выдвинулись шесть американских и немецких альпинистов, включая Томаса Хубера. Из-за погодных условий вертолёт спасательной службы смог достичь место происшествия лишь на следующее утро; во время облёта было установлено, что спортсменка «как минимум тяжело ранена» и «признаков жизни не наблюдается». Вечером 29 июля спасательная операция была отозвана. 30 июля менеджмент Дальмайер объявил о её смерти. Тело Лауры останется на горе, так как она предварительно распорядилась, чтобы в случае трагедии никто не подвергал себя опасности, эвакуируя её тело.

## Топографические карты
- Лист карты I-43-V. Масштаб: 1 : 200 000. Указать дату выпуска/состояния местности.